# Sèrie 4300 de FGV
La sèrie 4300 de Ferrocarrils de la Generalitat Valenciana és una clase de material rodant formada per 62 unitats de tren autopropulsades (UTA) elèctriques d'ample de via mètric formades per quatre o cinc cotxes, construïdes per la manufacturera alemana Vossloh a la seua planta d'Albuixec. Van entrar en servei el 2007 i presten servei a tota la xarxa de ferrocarril pesant de Metrovalencia d'ençà del 2012, i començaren a reemplaçar a les unitats de la sèrie 3900 l'any 2012. Van ser adquirits per FGV en un esforç per renovar i unificar la seua xarxa, malgrat que les 3900 no havien arribat ni tan sols a la meitat de la seua vida útil.

## Història

### Antecedents
L'any 1995 es va inaugurar el segon tram subterrani de la xarxa de Metrovalencia entre Machado i Avinguda del Cid, motiu pel qual es va retirar de circulació les unitats de la sèrie 3500 per ésser reemplaçades amb les més modernes 3900, més adequades per a un servei de metro. Tanmateix, la circulació d'estes va quedar limitada a les línies 3 i 5, i les línies 1 i 2 encara comptaven amb material heretat de FEVE en forma de les UTA de la sèrie 3600. Després d'un intent infructuós de reforma d'estes en l'any 2001 es va decidir, ja al 2005, fabricar noves unitats per prestar servei en les línies del Camp de Túria i La Ribera Alta per substituir-les.

### Fabricació i substitució de les 3900
Les primeres unitats van entrar servei en 2007, fabricades per Vossloh amb tecnologia d'Alstom en la recentment adquirida factoria d'Albuixec. El seu disseny estava basat en les 3900 i n'eren una continuació tecnològica. El primer lot estava format per 20 unitats, numerades de 4301 a 4320, amb 4 cotxes en una composició M+R+R+M. Esta actuació estava inclosa en un pla més gran de renovació de la flota, i a les 3900 de 3 cotxes se les va dotar d'un vagó intermedi.
Tanmateix la perspectiva del projecte es va ampliar gradualment i poc després va quedar ampliat amb altres 20 unitats, amb la particularitat de que 10 d'elles eren unitats de 5 cotxes, amb un cotxe motor intermedi per a una composició M+R+RM+R+M. Finalment, en l'agost de 2006 la comanda va quedar ampliada amb un últim lot de 22 unitats de les que 5 serien de 5 cotxes i els 17 restants de 4.
Amb l'ampliació de la xarxa en obrir-se el ramal principal de la línia 5 el 2007, any d'entrada en servei de la sèrie, es va emprendre un procés de modernització de la senyalització de la senyalètica en els diferents ramals suburbans de la xarxa valentina, incorporant sistemes ATO i ATP. Els 4300, que ja havien sustituit a les veteranes 3600, van assumir estos serveis modernitzats però no es comptava amb sistemes informàtics per a les mateixes, cosa que encaria la seua fabricació, raó per la qual estos sistemes van ser extrets de les 3900 i incorporats a les unitats de la sèrie més nova per tal d'homogeneitzar i simplificar les operacions de la xarxa. Tanmateix, esta decisió va suposar la retirada en servei de les 3900 en un estat pràcticament nou, quan només havien estat en servei 17 anys, entre 1995 i 2012.
La llargada d'este unitats va obligar a FGV a allargar les andanes de moltes estacions de l'actual línia 7 (en eixe moment un ramal de la línia 5) que fins llavors només que havien vist circulacions amb una llargada màxima de 60 metres fins als 100 metres que actualment tenen les estacions de superfície entre Sant Isidre i Torrent.

### Actualitat
En l'actualitat les 4300 són el material estàndard dels serveis de metro del sistema suburbà d'FGV a la ciutat de València, i l'únic que hi és present. Es tracta de les unitats més modernes de la companyia ferroviaria i és el material més pesant propietat d'ella.
L'any 2023 van ser lleugerament reformades estèticament, canviant el vinilatge blanc que les caracteritzava per un de blanc i roig, a més que es varen substituir els seients de tela per altres de plàstic, citant l'empresa un motiu econòmic i de manteniment com a raó pera dur a terme estos canvis.

## Característiques tècniques

### Quadre de característiques[5]
| Tret                      | unitat   | Valor                               |
| ------------------------- | -------- | ----------------------------------- |
| Anys construcció          |          | 2005-2012                           |
| Quantitat                 |          | 62                                  |
| Rodatge                   |          | M-R-R-M i M-R-M-R-M                 |
| Potència en règim continu | kW       | 185,6                               |
| Potència en règim continu | CV       | 249                                 |
| Velocitat màxima          | km/h     | 80                                  |
| Sistemes de seguretat     |          | FAP, ATP/ATO, Tren-Terra            |
| Comandament múltiple      |          | 2 unitats                           |
| Longitud unitat de tren   | mm       | 60.250 (4 cotxes) 72.500 (5 cotxes) |
| Longitud de les caixes    | mm       | 14.500                              |
| Tara unitat de tren       | T        | 122,85                              |
| Places assegudes          | persones | 114 (4 coches), 144 (5 coches)      |
| Places dempeus            | persones | 478 (4 ciches), 606 (5 coches)      |